# Sandy Leah Lima
Sandy Leah Lima, coneguda simplement amb el monònim de Sandy, és una cantautora i actriu brasilera.

## Trajectòria
Nascuda i criada a Campinas, va començar la seva carrera el 1989, quan va formar el duo vocal Sandy &amp; Junior amb el seu germà, el músic Junior Lima. Van saltar a la fama a principis de la dècada de 1990 com a estrelles infantils i van assolir el cim del seu èxit durant l'adolescència, com els àlbums Era Uma Vez... Ao Vivo (1998), As Quatro Estações (1999), Quatro Estações: O Show (2000) i Sandy & Junior (2001) van vendre més d'un milió de còpies. El segon i tercer disc van estar entre els àlbums més venuts de tots els temps al Brasil. El duet va despertar l'interès pels artistes pop adolescents a finals de la dècada de 1990 i principis de la dècada de 2000, amb la premsa que va etiquetar Sandy com a "Princesa del Pop" brasilera. El duet es va dissoldre el 2007 i va llançar el seu MTV Acústico al setembre d'aquell any. A més del seu èxit a la indústria de la música, el nom del germà es va convertir en una marca forta, amb més de 300 productes amb llicència que guanyaven R$ 300 milions a l'any.
Després de la dissolució del duet el desembre de 2007, Sandy va dedicar els dos anys següents a fer el seu àlbum de debut en solitari mentre es va dedicar a la seva vida personal. El 2010 va publicar el seu àlbum de debut en solitari, Manuscrito, que va ser precedit pel senzill "Pés Cansados" i va rebre el certificat de platí per Pro-Música Brasil. La seva primera gira de concerts com a solista es va gravar el 2011 i va permetre fer el seu primer àlbum de vídeo en directe, Manuscrito Ao Vivo. El segon àlbum d'estudi de Sandy, Sim (2013) va produir tres senzills i va arribar al número nou al Brasil. El 2016, va llançar el seu segon àlbum en directe, Meu Canto, que va ser precedit pel senzill "Me Espera" i va arribar al capdamunt de la llista de DVD de PMB. El 2018 va publicar el seu tercer àlbum d'estudi, un projecte de col·laboració titulat Nós, Voz, Eles.
Com a actriu, va tenir diversos papers principals a les sèries de televisió Sandy & Junior (1999–2002) i As Brasileiras (2012), la telenovela Estrela-Guia (2001) i les pel·lícules Acquária (2003) i Quando Eu Era Vivo (2014). Sandy ha aparegut com a jutge en dues temporades de la sèrie de telerrealitat Superstar.
Al llarg de la seva carrera, Sandy ha venut més de 20 milions d'àlbums i ha guanyat nombrosos premis i reconeixements, incloent-hi sis Multishow Brazilian Music Award, tres Melhores do Ano (premis Rede Globo) i una nominació als Premis Grammy Llatins. Va ser considerada una de les 100 personalitats brasileres més influents del 2013 per l'edició brasilera de la revista Forbes.
És graduada en llengües i literatura per la Pontifícia Universitat Catòlica de Campinas. El 2008 es va casar amb el músic Lucas Lima, amb qui sortia des de 1999. El matrimoni va terminar el 2023.

## Discografia
| Curs | Àlbum             | Vendes al Brasil | Certificacions |
| ---- | ----------------- | ---------------- | -------------- |
| 2010 | Manuscrit         | 150.000          | Platí          |
| 2011 | Manuscrit Ao Vivo | 80.000           | Platí          |
| 2013 | Sim               | 40.000           |                |
| 2016 | Meu Canto         | 45.000           | Or             |
| 2018 | Nós, Voz, Eles    | 3.000            |                |

| Curs | Àlbum             | Vendes al Brasil | Certificacions |
| ---- | ----------------- | ---------------- | -------------- |
| 2011 | Manuscrit Ao Vivo | 50.000           | Platí          |
| 2016 | Meu Canto         | 23.000           |                |
| 2018 | Nós, Voz, Eles    | 4.000            |                |

## Gires en solitari
- 2007: Sandy
- 2010–2012: Manuscrit
- 2011–2012: Sandy Canta Michael Jackson
- 2013–2014: Sim
- 2015: Teaser
- 2016—2017: Meu Canto
- 2018: Nós, Voz, Eles

## Filmografia
- O Noviço Rebelde (1997) ...com a Márcia
- AcQuária (2003) ...com Sarah
- Estranho Jeito de Amar (2006) ...com a Luiza
- Mato Sem Cachorro (2013) ...com ella mateixa
- Quando Eu Era Vivo (2014) ...com Bruna
- Sing (2016) ...com a Meena (versió brasilera)[9]
- Sandy + Chef (2021)

### Documentals
- Tempo (inclòs a l'edició especial de Manuscrito)